# ميخائيل روبرت هوغن
ميخائيل روبرت هوغن (بالإنجليزية: Michael Robert Hogan)‏ هو قاضي ومحامي أمريكي، ولد في 24 سبتمبر 1946 في أوريغون سيتي في الولايات المتحدة.